# Prigonrieux
Prigonrieux est une commune française située dans le département de la Dordogne, en région Nouvelle-Aquitaine.

## Géographie

### Généralités
Incluse dans l'unité urbaine de Bergerac, la commune de Prigonrieux se situe au sud-ouest du département de la Dordogne, en Bergeracois.
Au sud, près de la moitié du territoire communal se situe dans la plaine alluviale de la Dordogne.
Desservie par les routes départementales (RD) 32 et 34E et arrosée par la Gouyne, la ville de Prigonrieux se situe, en distances orthodromiques, six kilomètres à l'ouest de Bergerac et quinze kilomètres à l'est de Sainte-Foy-la-Grande.
Le territoire communal est également traversé par la ligne ferroviaire entre Libourne et Bergerac au sud-est de la commune, et par les RD 4, 13, 16 et 34.

### Communes limitrophes
Prigonrieux est limitrophe de sept autres communes.
| Saint-Georges-Blancaneix | Lunas       | Ginestet                 |
| La Force                 | Prigonrieux | Bergerac                 |
| Lamonzie-Saint-Martin    |             | Saint-Laurent-des-Vignes |

### Géologie et relief

#### Géologie
Situé sur la plaque nord du Bassin aquitain et bordé à son extrémité nord-est par une frange du Massif central, le département de la Dordogne présente une grande diversité géologique. Les terrains sont disposés en profondeur en strates régulières, témoins d'une sédimentation sur cette ancienne plate-forme marine. Le département peut ainsi être découpé sur le plan géologique en quatre gradins différenciés selon leur âge géologique. Prigonrieux est située dans le quatrième gradin à partir du nord-est, un plateau formé de dépôts siliceux-gréseux et de calcaires lacustres de l'ère tertiaire.
Les couches affleurantes sur le territoire communal sont constituées de formations superficielles du Quaternaire et de roches sédimentaires datant du Cénozoïque. La formation la plus ancienne, notée e6-7, se compose d'argiles à Palaeotherium, des argiles carbonatées silteuses versicolores à niveaux sableux (Bartonien supérieur à Priabonien inférieur continental). La formation la plus récente, notée CF, fait partie des formations superficielles de type colluvions indifférenciées sablo-argileuses et argilo-sableuses. Le descriptif de ces couches est détaillé dans  la feuille « no 806 - Bergerac » de la carte géologique au 1/50 000 de la France métropolitaine, et sa notice associée.

Carte géologique de Prigonrieux.

#### Relief et paysages
Le département de la Dordogne se présente comme un vaste plateau incliné du nord-est (491 m, à la forêt de Vieillecour dans le Nontronnais, à Saint-Pierre-de-Frugie) au sud-ouest (2 m à Lamothe-Montravel). L'altitude du territoire communal varie quant à elle entre 12 mètres au sud-ouest, au lieu-dit Russel, là où la Dordogne quitte la commune pour servir de limite entre celles de La Force et Lamonzie-Saint-Martin, et 118 mètres sur les coteaux nord, entre les lieux-dits Cantemerle et Coite,.
Dans le cadre de la Convention européenne du paysage entrée en vigueur en France le 1er juillet 2006, renforcée par la loi du 8 août 2016 pour la reconquête de la biodiversité, de la nature et des paysages, un atlas des paysages de la Dordogne a été élaboré sous maîtrise d’ouvrage de l’État et publié en octobre 2020. Les paysages du département s'organisent en huit unités paysagères,. La commune est dans le Bergeracois, une région naturelle présentant un relief contrasté, avec les deux grandes vallées de la Dordogne et du Dropt séparées par un plateau plus ou moins vallonné, dont la pente générale s’incline doucement d’est en ouest. Ce territoire offre des paysages ouverts qui tranchent avec les paysages périgourdins. Il est composé de vignes, vergers et cultures,.
La superficie cadastrale de la commune publiée par l'Insee, qui sert de référence dans toutes les statistiques, est de 26,12 km2,,. La superficie géographique, issue de la BD Topo, composante du Référentiel à grande échelle produit par l'IGN, est quant à elle de 26,16 km2.

### Hydrographie

#### Réseau hydrographique
La commune est située dans le bassin de la Dordogne au sein du Bassin Adour-Garonne. Elle est drainée par la Dordogne, la Gouyne, l'Eyraud, la Cacarotte, le Guel, le ruisseau de la Forêt et par divers petits cours d'eau, qui constituent un réseau hydrographique de 32 km de longueur totale,.
La Dordogne, d'une longueur totale de 483,1 km, prend naissance sur les flancs du puy de Sancy (1 885 m), dans la chaîne des monts Dore, traverse six départements dont la Dordogne dans sa partie sud, et conflue avec la Garonne à Bayon-sur-Gironde, pour former l'estuaire de la Gironde,. Elle limite la commune au sud sur plus de cinq kilomètres et demi, la séparant des communes de Lamonzie-Saint-Martin et Saint-Laurent-des-Vignes.
La Gouyne, d'une longueur totale de 10,21 km, prend sa source dans la commune de Ginestet et se jette dans la Dordogne en rive droite à Prigonrieux, face à Lamonzie-Saint-Martin,. Elle arrose la commune sur plus de six kilomètres et demi, lui servant de limite naturelle à l'est sur près de deux kilomètres, face à Bergerac.
La Cacarotte, affluent de rive droite de la Gouyne, prend sa source dans le nord de la commune, près du lieu-dit Petit Peymilou, et baigne le territoire communal sur trois kilomètres.
L'Eyraud, d'une longueur totale de 21,02 km, prend sa source dans la commune d'Eyraud-Crempse-Maurens et se jette en rive droite de la Dordogne à Saint-Pierre-d'Eyraud, face à Gardonne,. Il borde le territoire communal au nord-ouest sur près de trois kilomètres, face à Saint-Georges-Blancaneix et La Force.
Son affluent de rive gauche le ruisseau de la Forêt seert de limite naturelle au nord sur plus d'un kilomètre et demi, face à Lunas.
Autre affluent de rive droite de la Dordogne, le Guel prend sa source dans le sud-est de la commune qu'il arrose sur deux kilomètres.

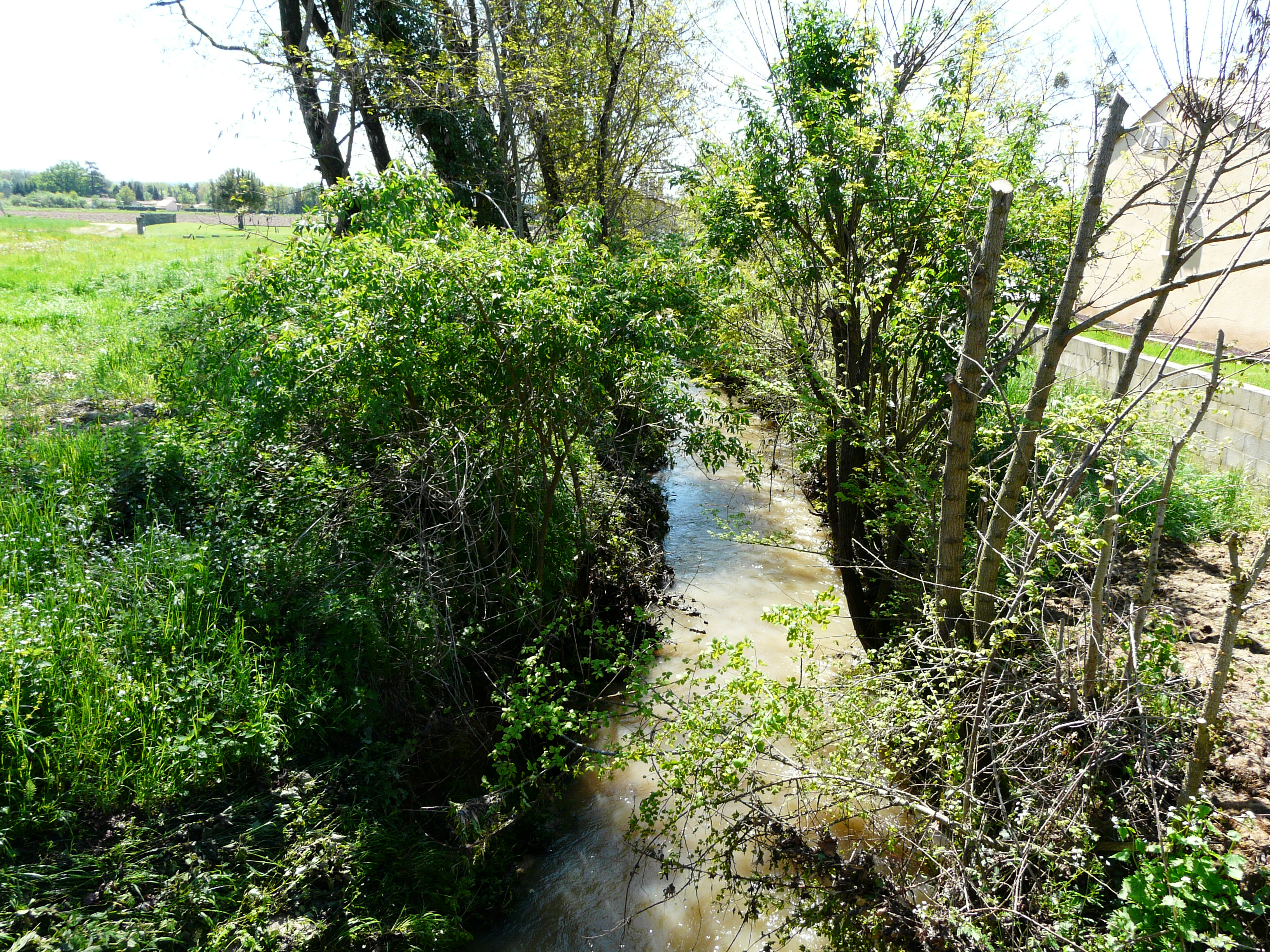
La Gouyne en aval de la RD 24.
Réseaux hydrographique et routier de Prigonrieux.

#### Gestion et qualité des eaux
Le territoire communal est couvert par le schéma d'aménagement et de gestion des eaux (SAGE) « Dordogne Atlantique ». Ce document de planification, dont le territoire correspond au sous‐bassin le plus aval du bassin versant de la Dordogne (aval de la confluence Dordogne - Vézère)., d'une superficie de 2 700 km2 est en cours d'élaboration. La structure porteuse de l'élaboration et de la mise en œuvre est l'établissement public territorial de bassin de la Dordogne (EPIDOR). Il définit sur son territoire les objectifs généraux d’utilisation, de mise en valeur et de protection quantitative et qualitative des ressources en eau superficielle et souterraine, en respect des objectifs de qualité définis dans le troisième SDAGE  du Bassin Adour-Garonne qui couvre la période 2022-2027, approuvé le 10 mars 2022.
La qualité des eaux de baignade et des cours d’eau peut être consultée sur un site dédié géré par les agences de l’eau et l’Agence française pour la biodiversité.

### Climat
Pour des articles plus généraux, voir Climat de la Nouvelle-Aquitaine et Climat de la Dordogne.
Historiquement, la commune est exposée à un climat océanique aquitain.  
En 2020, Météo-France publie une typologie des climats de la France métropolitaine dans laquelle la commune est exposée à un climat océanique et est dans la région climatique  Aquitaine, Gascogne, caractérisée par une pluviométrie abondante au printemps, modérée en automne, un faible ensoleillement au printemps, un été chaud (19,5 °C), des vents faibles, des brouillards fréquents en automne et en hiver et des orages fréquents en été (15 à 20 jours).
Pour la période 1971-2000, la température annuelle moyenne est de 12,9 °C, avec  une amplitude thermique annuelle de 15,4 °C. Le cumul annuel moyen de précipitations est de 796 mm, avec 10,8 jours de précipitations en janvier et 6,4 jours en juillet. Pour la période 1991-2020, la température moyenne annuelle observée sur la station météorologique la plus proche, située sur la commune de Bergerac à 6 km à vol d'oiseau, est de 13,2 °C et le cumul annuel moyen de précipitations est de 792,9 mm,. Pour l'avenir, les paramètres climatiques de la commune estimés pour 2050 selon différents scénarios d’émission de gaz à effet de serre sont consultables sur un site dédié publié par Météo-France en novembre 2022.

### Milieux naturels et biodiversité

#### Natura 2000
La Dordogne est un site du réseau Natura 2000 limité aux départements de la Dordogne et de la Gironde, et qui concerne les 104 communes riveraines de la Dordogne, dont Prigonrieux,. Seize espèces animales et une espèce végétale inscrites à l'annexe II de la directive 92/43/CEE de l'Union européenne y ont été répertoriées.

#### ZNIEFF
Prigonrieux fait partie des 102 communes concernées par la zone naturelle d'intérêt écologique, faunistique et floristique (ZNIEFF) de type II « La Dordogne »,, dans laquelle ont été répertoriées huit espèces animales déterminantes et cinquante-sept espèces végétales déterminantes, ainsi que quarante-trois autres espèces animales et trente-neuf autres espèces végétales.

## Urbanisme

### Typologie
Au 1er janvier 2024, Prigonrieux est catégorisée commune rurale à habitat dispersé, selon la nouvelle grille communale de densité à 7 niveaux définie par l'Insee en 2022.
Elle appartient à l'unité urbaine de Bergerac, une agglomération inter-départementale dont elle est une commune de la banlieue,. Par ailleurs la commune fait partie de l'aire d'attraction de Bergerac, dont elle est une commune de la couronne,. Cette aire, qui regroupe 73 communes, est catégorisée dans les aires de 50 000 à moins de 200 000 habitants,.

### Occupation des sols
L'occupation des sols de la commune, telle qu'elle ressort de la base de données européenne d’occupation biophysique des sols Corine Land Cover (CLC), est marquée par l'importance des territoires agricoles (59,2 % en 2018), en diminution par rapport à 1990 (73,7 %). La répartition détaillée en 2018 est la suivante : 
zones agricoles hétérogènes (30,7 %), forêts (21 %), zones urbanisées (18,1 %), terres arables (14,6 %), cultures permanentes (7,1 %), prairies (6,8 %), eaux continentales (1,7 %). L'évolution de l’occupation des sols de la commune et de ses infrastructures peut être observée sur les différentes représentations cartographiques du territoire : la carte de Cassini (XVIIIe siècle), la carte d'état-major (1820-1866) et les cartes ou photos aériennes de l'IGN pour la période actuelle (1950 à aujourd'hui).

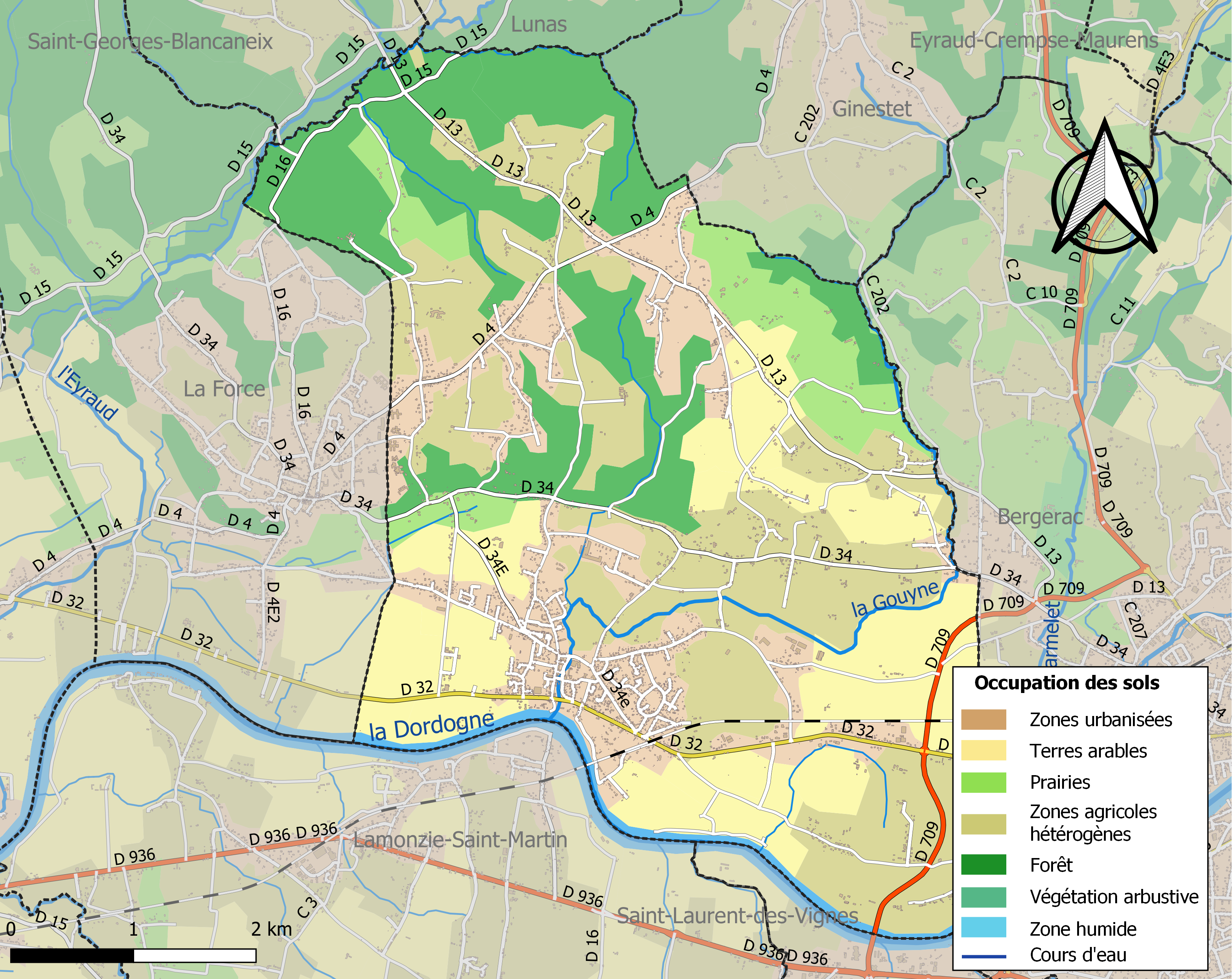
Carte des infrastructures et de l'occupation des sols de la commune en 2018 (CLC).

### Prévention des risques
Le territoire de la commune de Prigonrieux est vulnérable à différents aléas naturels : météorologiques (tempête, orage, neige, grand froid, canicule ou sécheresse), inondations, feux de forêts, mouvements de terrains et séisme (sismicité très faible). Il est également exposé à un risque technologique, la rupture d'un barrage. Un site publié par le BRGM permet d'évaluer simplement et rapidement les risques d'un bien localisé soit par son adresse soit par le numéro de sa parcelle.

#### Risques naturels
La commune fait partie du territoire à risques importants d'inondation (TRI) de Bergerac, regroupant les 22 communes (15 en Dordogne et 7 en Gironde) concernées par un risque de débordement de la Dordogne, un des 18 TRI qui ont été arrêtés fin 2012 sur le bassin Adour-Garonne. Les événements significatifs antérieurs à 2014 sont la crue de 1843 (4 100 m3/s à Bergerac, la crue de référence historique de période de retour au moins centennale), les crues de 1912, 1944 et 1952 (période de retour de 50 ans) et les crues de 1982 et 1994 (période de retour de 20 ans). Des cartes des surfaces inondables ont été établies pour trois scénarios : fréquent (crue de temps de retour de 10 ans à 30 ans), moyen (temps de retour de 100 ans à 300 ans) et extrême (temps de retour de l'ordre de 1 000 ans, qui met en défaut tout système de protection). La commune a été reconnue en état de catastrophe naturelle au titre des dommages causés par les inondations et coulées de boue survenues en 1982, 1993, 1996, 1999, 2003 et 2018,. Le risque inondation est pris en compte dans l'aménagement du territoire de la commune par le biais du plan de prévention des risques inondation (PPRI) de la « vallée de la Dordogne - Bergeracois », couvrant 5 communes et approuvé le 29 juin 2006, pour les crues de la Dordogne,.
Prigonrieux est exposée au risque de feu de forêt. L’arrêté préfectoral du 14 mars 2013 fixe les conditions de pratique des incinérations et de brûlage dans un objectif de réduire le risque de départs d’incendie. À ce titre, des périodes sont déterminées : interdiction totale du 15 février au 15 mai et du 15 juin au 15 octobre, utilisation réglementée du 16 mai au 14 juin et du 16 octobre au 14 février. En septembre 2020, un plan inter-départemental de protection des forêts contre les incendies (PidPFCI) a été adopté pour la période 2019-2029,.

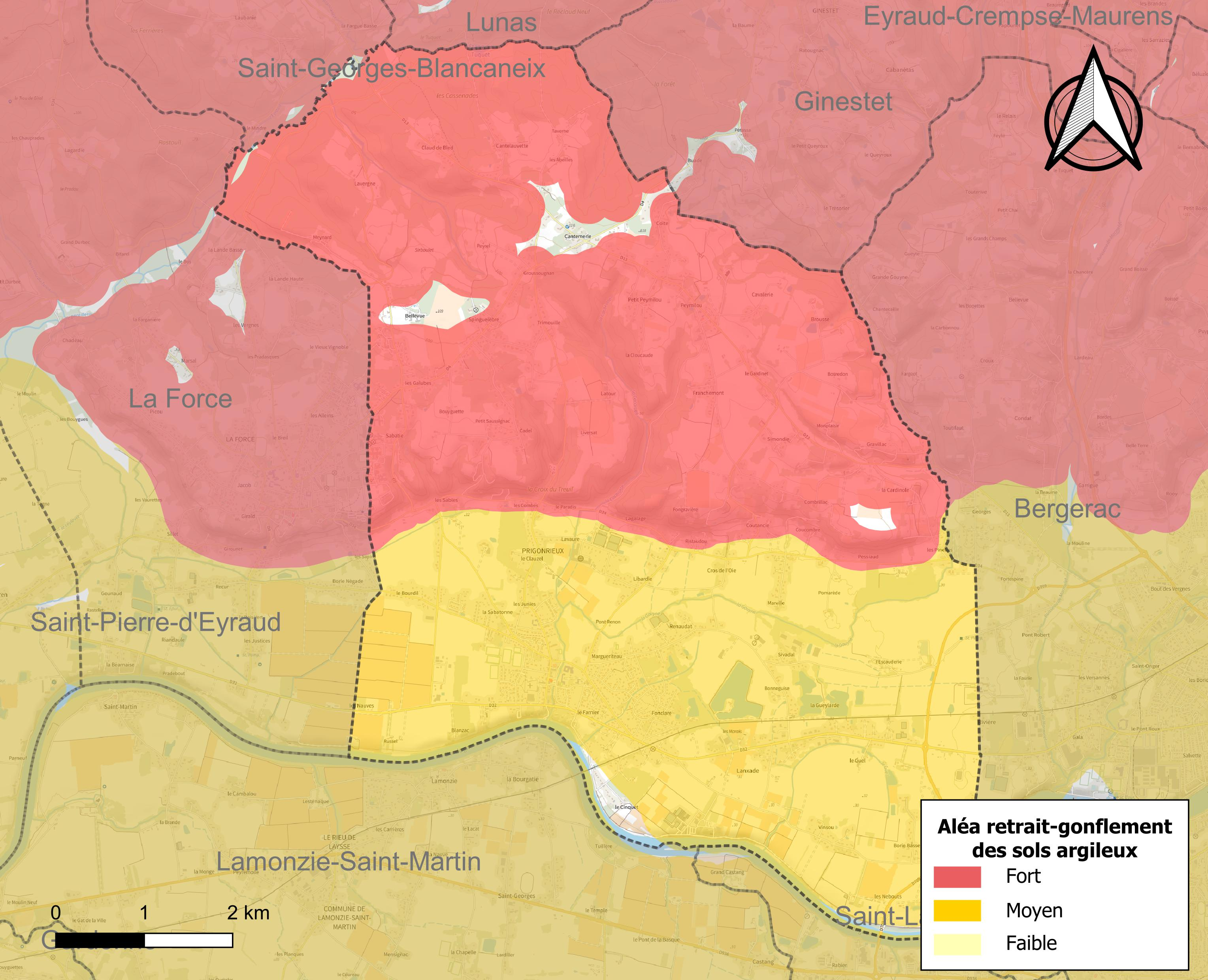
Carte des zones d'aléa retrait-gonflement des sols argileux de Prigonrieux.

Les mouvements de terrains susceptibles de se produire sur la commune sont des tassements différentiels. Le retrait-gonflement des sols argileux est susceptible d'engendrer des dommages importants aux bâtiments en cas d’alternance de périodes de sécheresse et de pluie. 97,1 % de la superficie communale est en aléa moyen ou fort (58,6 % au niveau départemental et 48,5 % au niveau national métropolitain). Depuis le 1er octobre 2020, en application de la loi ÉLAN, différentes contraintes s'imposent aux vendeurs, maîtres d'ouvrages ou constructeurs de biens situés dans une zone classée en aléa moyen ou fort,.
La commune a été reconnue en état de catastrophe naturelle au titre des dommages causés par la sécheresse en 1989, 1992, 1995, 2005, 2009, 2011 et 2012 et par des mouvements de terrain en 1999.

#### Risque technologique
La commune est en outre située en aval du barrage de Bort-les-Orgues, un ouvrage de classe A situé dans le département de la Corrèze et faisant l'objet d'un PPI depuis 2009. À ce titre elle est susceptible d’être touchée par l’onde de submersion consécutive à la rupture de cet ouvrage.

## Toponymie
Le nom de la commune est tiré de l'ancien occitan preon ou pregon(d) signifiant « profond », et de riu correspondant à un ruisseau. Le nom du lieu signifierait donc « ruisseau profond ».
En occitan, la commune porte le nom de Prigond Riu.

## Histoire
Une opération de diagnostics archéologiques menée par l'INRAP en 2006 dans la rue du Commandant-Pinson, a permis de découvrir des indices d'une occupation gauloise (fin de l'Âge du fer). Ont été observés notamment des fossés, dont l'un bordé d'une palissade, des fosses, des trous de poteaux et un four de potier bien conservé. Ces indices tendent à prouver l'existence d'une petite agglomération de la fin du IIe-début du Ier siècle av. J.-C. sur le territoire de Prigonrieux.
La plus ancienne mention écrite connue du lieu se réfère à son église et remonte au XIIe siècle sous la forme Ecclesia de Prionriu. En 1382, le lieu est mentionné sous le nom de Profundo rivo et au XVIIe siècle, sous les graphies Prigondrieu puis Prigontrieu.
Sur la carte de Cassini représentant la France entre 1756 et 1789, le village est identifié sous le nom de Prigonrieu.
La commune a été décorée de la croix de guerre 1939-1945 le 11 novembre 1948, distinction également attribuée à dix-huit autres communes de la Dordogne.

## Politique et administration

### Intercommunalité
Fin 2001, Prigonrieux intègre dès sa création la communauté de communes Dordogne-Eyraud-Lidoire. Celle-ci est dissoute au 31 décembre 2012 et remplacée au 1er janvier 2013 par la communauté d'agglomération bergeracoise. Celle-ci fusionne avec la communauté de communes des Coteaux de Sigoulès au 1er janvier 2017 pour former la nouvelle communauté d'agglomération bergeracoise.

### Administration municipale
La population de la commune étant comprise entre 3 500 et 4 999 habitants au recensement de 2017, vingt-sept conseillers municipaux ont été élus en 2020,.

### Liste des maires

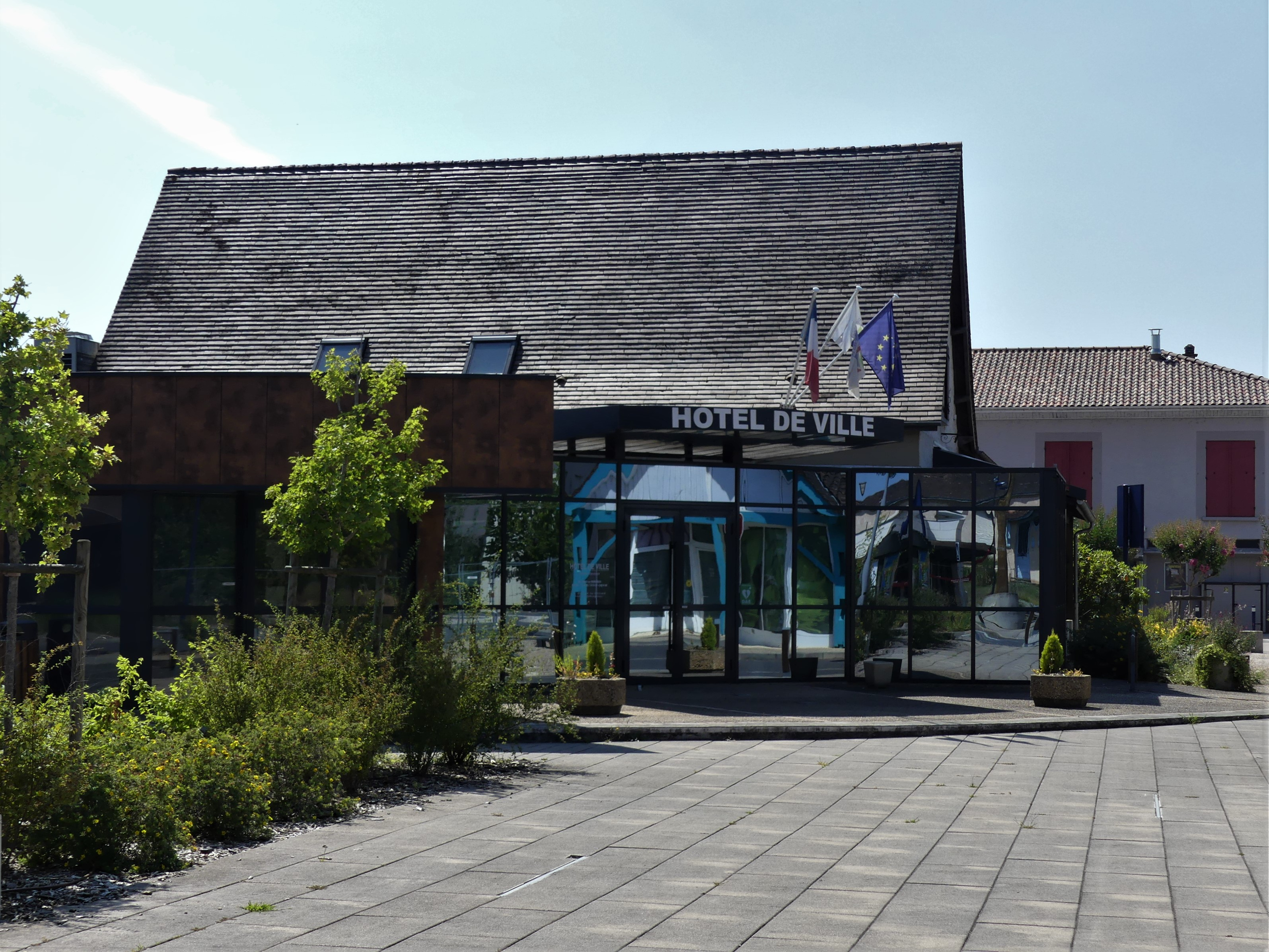
L'hôtel de ville.

| Période                                  | Période   | Identité           | Étiquette           | Qualité                                                                               |
| ---------------------------------------- | --------- | ------------------ | ------------------- | ------------------------------------------------------------------------------------- |
| Les données manquantes sont à compléter. |           |                    |                     |                                                                                       |
|                                          |           |                    |                     |                                                                                       |
| 1977                                     | mars 2008 | François Lasternas | PS puis MRC puis PS | Chef technicien à France Télécom Conseiller général du canton de la Force (1979-2004) |
| mars 2008                                | mai 2020  | Jean-Paul Rochoir  | PS                  | Directeur d'école retraité                                                            |
| mai 2020                                 | En cours  | Olivier Dupuy      | SE                  |                                                                                       |

### Jumelages

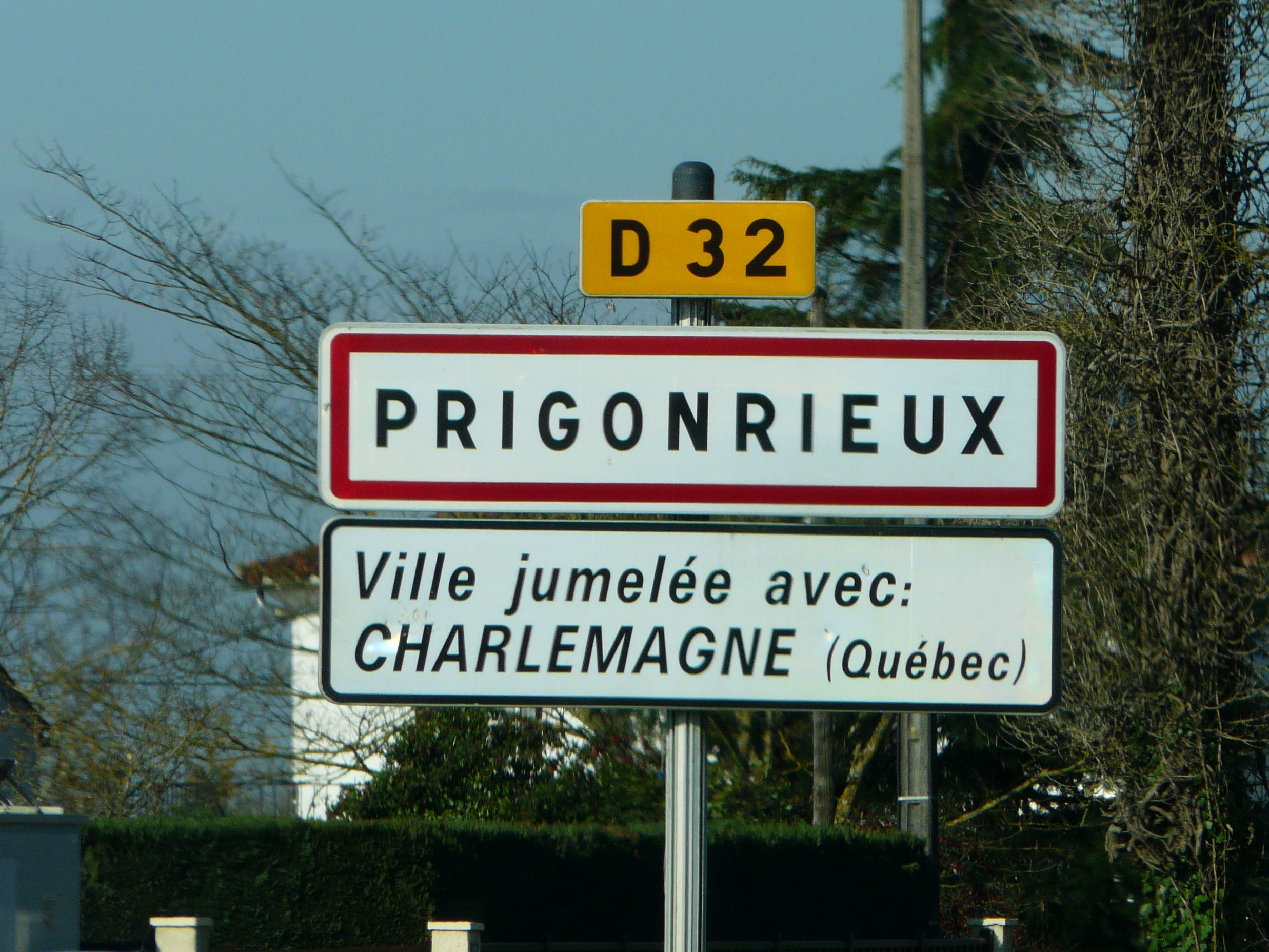
Panneau de jumelage de Prigonrieux.

Charlemagne (Canada) depuis 2007

## Équipements et services publics

### Enseignement
En 2024, la commune dispose de trois écoles primaires publiques, deux séparées (maternelle et élémentaire) au bourg, et une qui regroupe maternelle et élémentaire à Peymilou.

### Justice
Dans le domaine judiciaire, Prigonrieux relève : 
- du tribunal judiciaire, du tribunal pour enfants, du conseil de prud'hommes et du tribunal de commerce de Bergerac ;
- du pôle Nationalité du tribunal judiciaire de Périgueux (compétent uniquement dans le domaine de la nationalité) ;
- de la cour d'appel, du tribunal administratif et de la  cour administrative d'appel de Bordeaux.

## Population et société

### Démographie
L'évolution du nombre d'habitants est connue à travers les recensements de la population effectués dans la commune depuis 1793. Pour les communes de moins de 10 000 habitants, une enquête de recensement portant sur toute la population est réalisée tous les cinq ans, les populations de référence des années intermédiaires étant quant à elles estimées par interpolation ou extrapolation. Pour la commune, le premier recensement exhaustif entrant dans le cadre du nouveau dispositif a été réalisé en 2006.

En 2022, la commune comptait 4 362 habitants, en évolution de +5,16 % par rapport à 2016 (Dordogne : +0,37 %, France hors Mayotte : +2,11 %).
| 1793  | 1800  | 1806  | 1821  | 1831  | 1836  | 1841  | 1846  | 1851  |
| ----- | ----- | ----- | ----- | ----- | ----- | ----- | ----- | ----- |
| 1 155 | 1 045 | 1 120 | 1 195 | 1 195 | 1 229 | 1 209 | 1 213 | 1 193 |

| 1856  | 1861  | 1866  | 1872  | 1876  | 1881  | 1886  | 1891  | 1896  |
| ----- | ----- | ----- | ----- | ----- | ----- | ----- | ----- | ----- |
| 1 207 | 1 224 | 1 200 | 1 177 | 1 187 | 1 126 | 1 111 | 1 116 | 1 243 |

| 1901  | 1906  | 1911  | 1921  | 1926  | 1931  | 1936  | 1946  | 1954  |
| ----- | ----- | ----- | ----- | ----- | ----- | ----- | ----- | ----- |
| 1 279 | 1 251 | 1 218 | 1 280 | 1 155 | 1 174 | 1 301 | 1 382 | 1 399 |

| 1962  | 1968  | 1975  | 1982  | 1990  | 1999  | 2006  | 2011  | 2016  |
| ----- | ----- | ----- | ----- | ----- | ----- | ----- | ----- | ----- |
| 1 498 | 1 728 | 2 461 | 3 093 | 3 721 | 3 956 | 3 850 | 4 113 | 4 148 |

| 2021  | 2022  | - | - | - | - | - | - | - |
| ----- | ----- | - | - | - | - | - | - | - |
| 4 292 | 4 362 | - | - | - | - | - | - | - |

### Sports
- En 2025, le Prigonrieux Football Club (PFC) compte 320 licenciés[75]. Chaque année, pour le jour de l'Ascension, il organise un tournoi pour les jeunes footballeurs (42e édition en 2025 avec environ 500 joueurs de 5 ans à moins de 13 ans pour des matchs de foot à six)[75].

### Manifestations culturelles et festivités
- Début juin, « Prigont'Arts », exposition-vente d'objets d'art (ferronnerie, peinture, sculpture, etc.), 8e édition en 2024 ; l'édition de 2023 avait rassemblé 58 exposants[76].
- En juillet, sur trois jours, fête à Peymilou avec course cycliste[77].

## Économie

### Emploi
L'emploi est analysé ci-dessous selon qu'il affecte les habitants de Prigonrieux ou qu'il est proposé sur le territoire de la commune.

#### L'emploi des habitants
En 2018, parmi la population communale comprise entre 15 et 64 ans, les actifs représentent 1 628 personnes, soit 39,1 % de la population municipale. Le nombre de chômeurs (221) a fortement augmenté par rapport à 2013 (185) et le taux de chômage de cette population active s'établit à 13,6 %.

#### L'emploi sur la commune
En 2018, la commune offre 845 emplois pour une population de 4 160 habitants. Le secteur secteur administratif (administration publique, enseignement, santé, action sociale) prédomine avec 34,7 % des emplois mais le secteur tertiaire est également très présent avec 35.3 %.
Répartition des emplois par domaines d'activité
|                     | Agriculture, sylviculture ou pêche | Industrie | Construction | Commerce, transports et services | Administration publique, enseignement, santé, action sociale |
| ------------------- | ---------------------------------- | --------- | ------------ | -------------------------------- | ------------------------------------------------------------ |
| Nombre d'emplois    | 91                                 | 129       | 33           | 293                              | 299                                                          |
| Pourcentage         | 10,8 %                             | 15,3 %    | 3,9 %        | 34,7 %                           | 35,3 %                                                       |
| Source des données. |                                    |           |              |                                  |                                                              |

### Établissements
Au 31 décembre 2015, la commune compte 331 établissements, dont 181 au niveau des commerces, transports ou services, cinquante-deux dans la construction, cinquante-deux relatifs au secteur administratif, à l'enseignement, à la santé ou à l'action sociale, vingt-quatre dans l'agriculture, la sylviculture ou la pêche, et vingt-deux dans l'industrie.

### Entreprises
Dans l'agroalimentaire, parmi les entreprises dont le siège social est en Dordogne, la « SARL des établissements Bernard » (cultures non permanentes) implantée à Prigonrieux se classe en 38e position quant au chiffre d'affaires hors taxes en 2015-2016, avec 2 020 k€.
Le 9 juillet 2020, l'entreprise Sollice Biotech spécialisée dans les cosmétiques, est ravagée par un incendie qui détruit la totalité des locaux. Ses 45 employés se retrouvent en chômage technique et 15 intérimaires perdent leur emploi.

## Culture locale et patrimoine

### Lieux et monuments
- Chartreuse de Coucombre de la fin du XVIIIe siècle[84] (devenue une propriété viticole portant le nom de « château de Combrillac »[85]).
- Chartreuse de Simondie de la fin du XVIIIe siècle[86].
- Château de Cavalerie, au lieu-dit Peymilou, reconstruit après son incendie en 1885[87].
- Château Meynard, détruit en août 1944 par les Allemands[88].
- Église Notre-Dame-de-la-Nativité[89], XVIIIe et XIXe siècles.
- Chapelle Sainte-Marie-des-Anges du XIXe siècle, au lieu-dit Peymilou[89]. Une plaque apposée sur un mur extérieur à l'initiative des habitants (décision approuvée à l'unanimité par le conseil municipal en 1881) « pour perpétuer le souvenir des illustres bienfaiteurs de cette commune » rappelle que cette chapelle « érigée en chapelle de secours par décrets impérial du 23 février 1867 » a été édifiée grâce à la générosité de la marquise et du marquis Charles de La Valette[90].
- Le « pigeonnier » de Prigonrieux est en fait un ancien grenier à grains. Inauguré en 2011 sur la place du Groupe-Loiseau, il est la reconstruction à l'identique et in situ d'un ancien petit édifice à colombages élevé sur des piliers, initialement érigé sur la place du bourg au XVe siècle, puis démonté et déplacé vers le site de Borie-Basse en 1970. Le chantier a été mis en place à la suite d'une action de l’association Culture et Patrimoine et financé par le fonds communal d'initiative citoyenne. Il a été mené par dix bénéficiaires d'un programme de réinsertion initiés au métier par des compagnons du Devoir[91]. Compte tenu des travaux de réfection de la place du Groupe-Loiseau, l'édifice est démonté en juillet 2020 pour être remonté à 300 mètres au sud-est, le long de la route départementale 32, face au carrefour avec l'allée du Rieu-Profond[92].

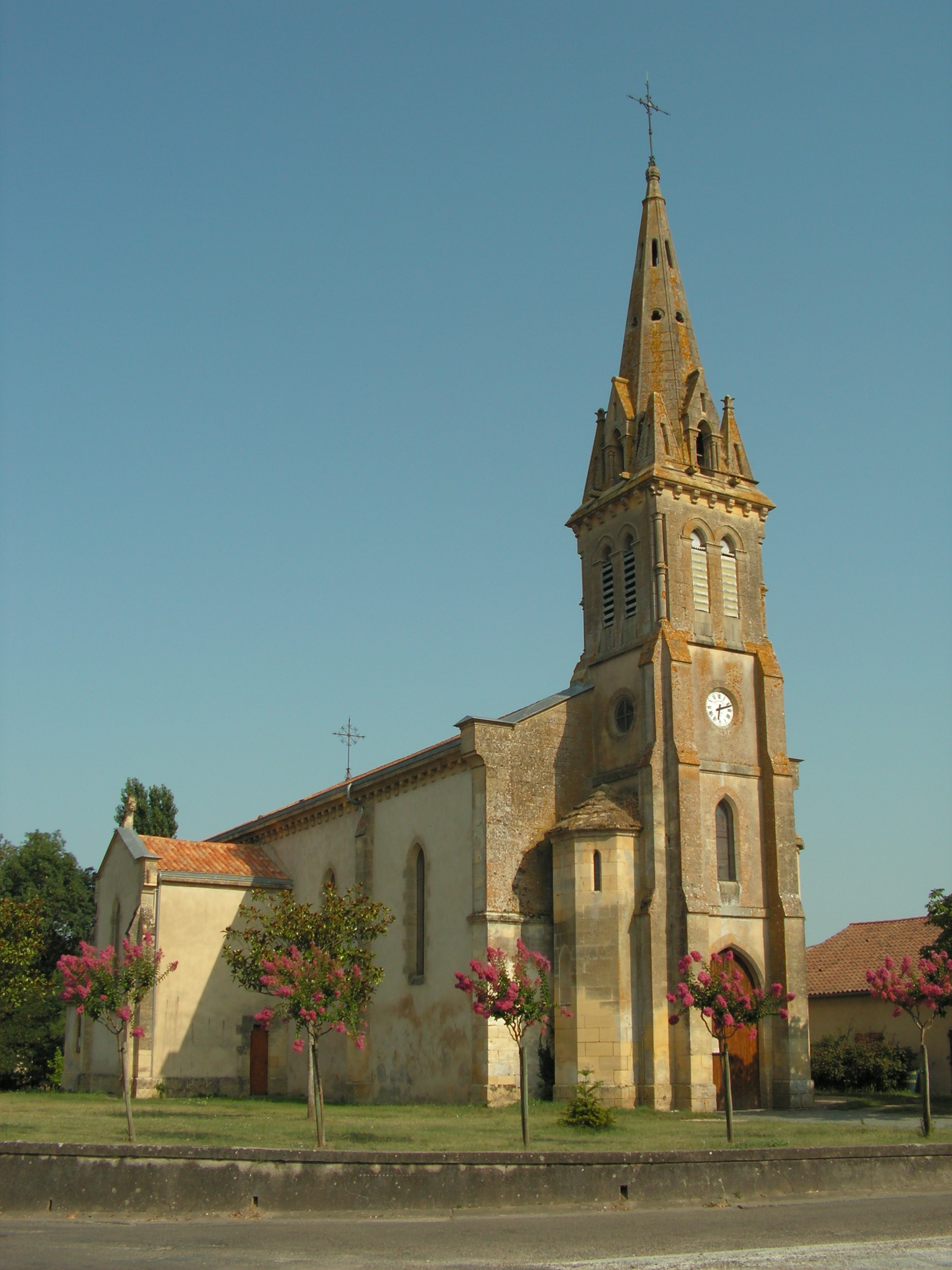
L'église Notre-Dame-de-la-Nativité.
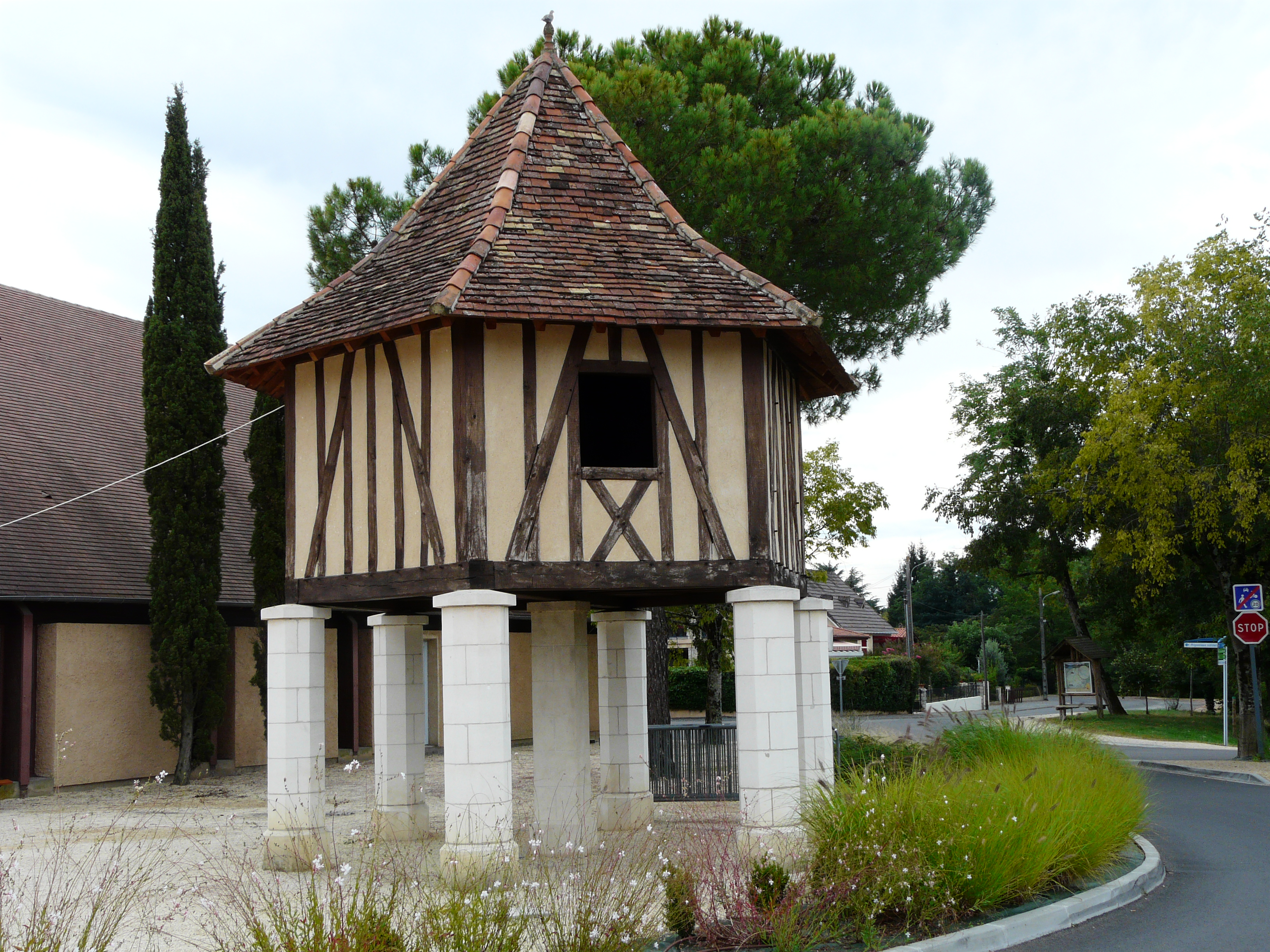
Le « pigeonnier » sur la place du Groupe-Loiseau.
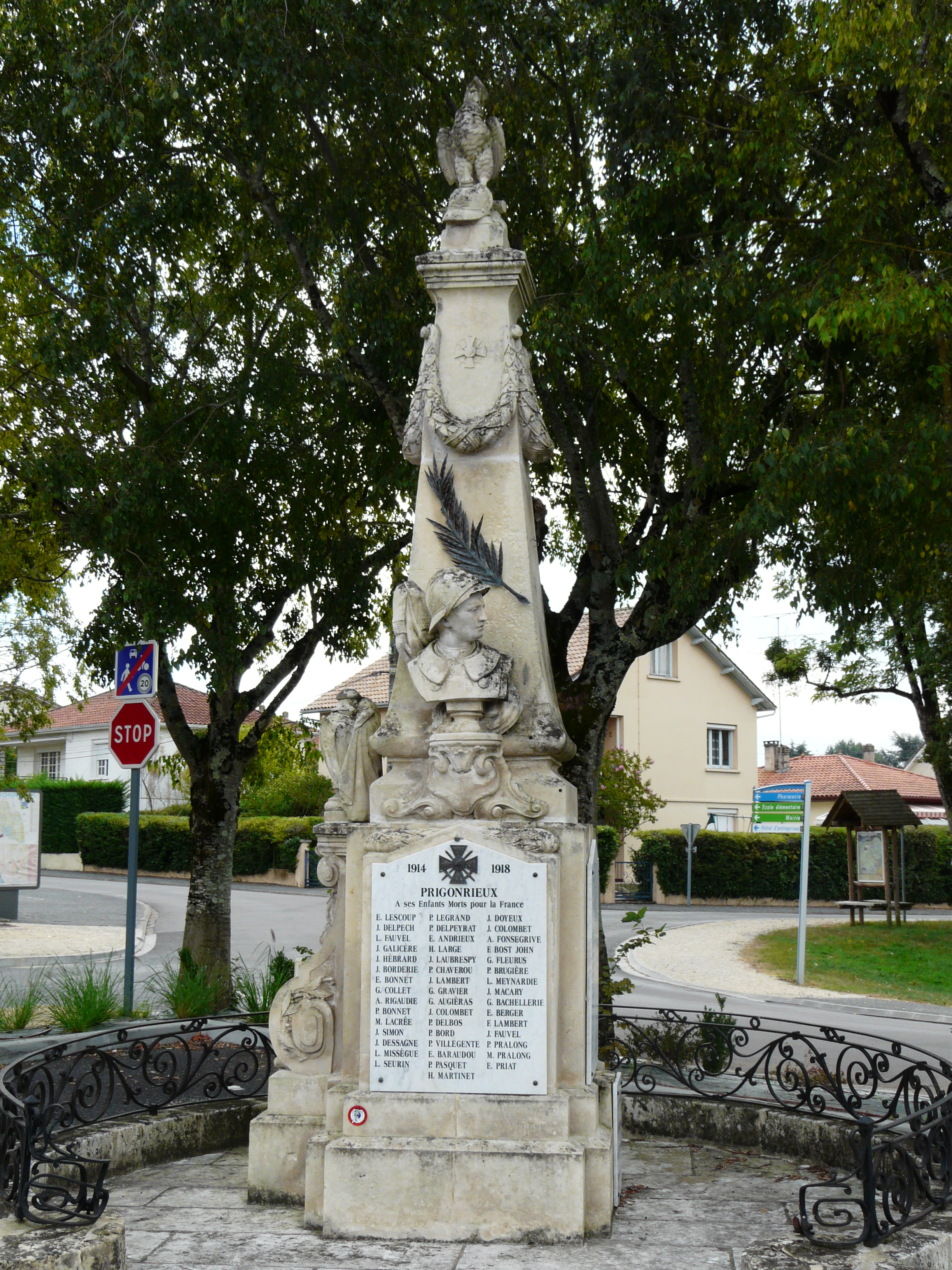
Le monument aux morts.

### Personnalités liées à la commune
- Adeline Fowle (1800-1869), marquise de La Valette par son mariage, bienfaitrice de la commune[90],
- Charles Jean Marie Félix de La Valette (1806-1881), marquis de La Valette, homme politique, membre du conseil privé de l’empereur Napoléon III, ministre de l'Intérieur et des Affaires étrangères, grand'croix de la Légion d'honneur, propriétaire du château de Cavalerie, bienfaiteur de la commune[90],
- Samuel Welles de Lavalette (1834-1892), homme politique français décédé à Prigonrieux, fils d'Adeline Fowle et fils adoptif du marquis de La Valette qui précède.

### Héraldique
| Blason de Prigonrieux | Blason  | Coupé d'argent et d'azur, un chaussé ployé brochant sur le tout, au chef d'azur chargé d'une ancre d'argent accostée de deux anilles du même, surmonté d'une trangle de sinople. |
| Blason de Prigonrieux | Détails | Le statut officiel du blason reste à déterminer. |

## Pour approfondir